# Ayamalas
Ayamalas is een bestuurslaag in het regentschap Cilacap van de provincie Midden-Java, Indonesië. Ayamalas telt 4855 inwoners (volkstelling 2010).